# مجموعة ألكوكسي

أمثلة على مجموعات ألكوكسي

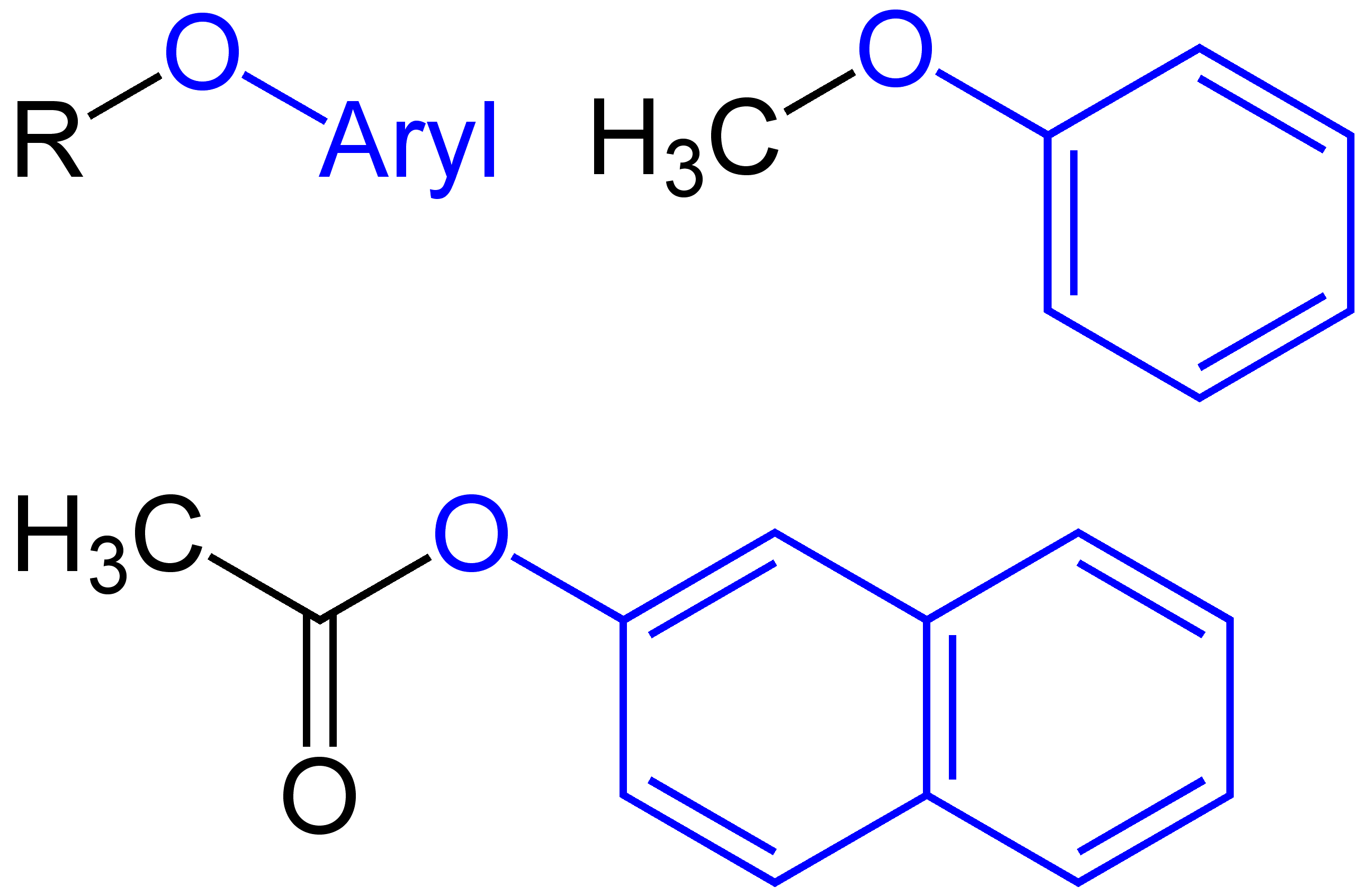
أمثلة على مجموعات أريلوكسي

مجموعة الألكوكسي في الكيمياء العضوية هي مجموعة وظيفية تتألف بنيوياً من ألكيل مرتبطة برابطة بسيطة أحادية مع ذرة أكسجين؛ بالتالي فصيغتها العامة: R–O.
أبسط أمثلة مجموعات الألكوكسي هي مجموعة ميثوكسي (–CH3O)؛ من الأمثلة الأخرى كذلك مجموعة إيثوكسي (–CH3CH2O).
عندما ترتبط ذرة الأكسجين بمجموعة أريل تعرف المجموعة حينها بالاسم العام أريلوكسي؛ ومثال عليها مجموعة فينوكسي (–C6H5O).